# Paraperissonemia
Paraperissonemia is een geslacht van wantsen uit de familie van de Tingidae (Netwantsen). Het geslacht werd voor het eerst wetenschappelijk beschreven door Duarte-Rodrigues in 1980.

## Soorten
Het genus bevat de volgende soorten:

- Paraperissonemia bicolor Duarte Rodrigues, 1980
- Paraperissonemia engaea Duarte Rodrigues, 1992
- Paraperissonemia quadrata (Drake, 1954)
- Paraperissonemia reuniona (Drake, 1957)
- Paraperissonemia transvaalana Duarte Rodrigues, 1982